# Вторая Каирская конференция
Вторая Каирская конференция состоялась в Каире 4—6 декабря 1943 года и была посвящена возможному вступлению Турции во Вторую мировую войну. В совещании приняли участие президент США Франклин Д. Рузвельт, премьер-министр Великобритании Уинстон Черчилль и президент Турции Исмет Инёню.
До 1941 года Рузвельт и Черчилль придерживались мнения, что нейтралитет Турции будет служить интересам союзников, блокируя страны «оси» от овладения стратегическими запасами нефти на Среднем Востоке. Но после кампании 1942 года Рузвельт и Черчилль изменили своё мнение. Черчилль хотел, чтобы турки открыли новый фронт на Балканах. 30 января 1943 года Черчилль тайно встречался с Инёню внутри вагона поезда, в Енидже, в 23 км от города Адана в Турции, чтобы обсудить этот вопрос.
Рузвельт, с другой стороны, всё ещё считал, что турецкое нападение было бы слишком рискованным, и возможная неудача Турции имела бы катастрофические последствия для союзников.
Инёню очень хорошо знал тяготы и потери территории, населения и богатства, от которые его страна страдала в течение 11 лет непрекращающихся войн (итало-турецкой, в Балканских войнах, в Первой Мировой Войне, и время турецкой войны за независимость) в период 1911-22 годов, и был полон решимости удержать Турцию вне войны как можно дольше. Инёню также хотел получить гарантии финансовой и военной помощи Турции, а также гарантии того, что Соединенные Штаты и Великобритания будут стоять рядом с Турцией в случае советского вторжения в турецкие проливы после войны, о чём Иосиф Сталин уже открыто высказался. Страх перед советским вторжением и нескрываемое желание Сталина контролировать турецкие проливы в конечном итоге заставили Турцию отказаться от своего принципа нейтралитета во внешних отношениях и вступить в НАТО в 1952 году.
Рузвельт и Инёню получили то, что хотели, в то время как Черчилль был немного разочарован результатом.
Пожалуй, самой главной причиной для колебаний Турции немедленно вступить в войну на стороне Союзников было возможное снижения объёма финансовой и военной помощи, которую Черчилль обещал в Адане. К декабрю 1943 года англо-американские власти посчитали, что в целом ситуация изменилась более кардинально, чем ранее предполагали в лучших прогнозах в соглашении весной 1943 года. Британцы предложили сокращенный масштаб помощи плану Сатурн. Турки, с другой стороны, хотели быть уверенными, что, вступив в войну, они будут достаточно сильны, чтобы защитить свою Родину, и они сомневались, что новый план полностью удовлетворит их потребности в безопасности. Черчилль, которому до начала операции «Оверлорд» оставалось всего шесть месяцев, неохотно пришёл к выводу, что необходимые ресурсы и время, необходимое для усиления Турции, не могут быть уступлены. Американские начальники штабов и их планировщики, с другой стороны, почувствовали облегчение от того, что эта возможная помеха сосредоточению на операции «Оверлорд» была наконец устранена.
В конце конференции было решено, что нейтралитет Турции должен быть сохранен. Было также решено построить авиабазу Инджирлик близ Аданы для возможных воздушных операций союзников в регионе, но строительные работы начались после окончания Второй мировой войны. Авиабаза Инджирлик позже сыграла важную роль для НАТО во время Холодной войны. Другим решением было отложить операцию «Анаким» против Японии в Бирме.
Рузвельт и Иненю получили то, что хотели, в то время как Черчилль был немного разочарован результатом, потому что он считал, что активное участие Турции в войне ускорит поражение Германии, ударив по их «мягкому подбрюшью» на юго-востоке.
В конце концов Турция вступила в войну на стороне союзников 23 февраля 1945 года, после того, как на Ялтинской конференции было объявлено, что только государства, которые формально были в состоянии войны с Германией и Японией до 1 марта 1945 года, будут допущены к вступлению в Организацию Объединенных Наций.
Еще одним обсуждаемым вопросом была независимость Индокитая от французской колониальной империи, кратко зафиксированная в документах Пентагона.